# Comandante general de la Infantería de Marina
El comandante general de la Infantería de Marina (COMGEIM) es un alto mando de la Armada Española que ostenta un general de división (dos estrellas) y que asume el mando sobre el Cuerpo de Infantería de Marina con dependencia directa del almirante de la Flota (ALFLOT).
El COMGEIM es el principal asesor del almirante de la Flota en todo lo referido a la proyección de fuerza, misión principal de la Infantería de Marina. En aquellos asuntos referidos al Cuerpo de Infantería de Marina que no se relacionen de forma específica y directa con la preparación de la Fuerza, el comandante general podrá asesorar directamente al jefe de Estado Mayor de la Armada.

## Funciones
Las funciones del comandante general de la Infantería de Marina se regulan por medio de la Instrucción 4/2016 del Almirante Jefe de Estado Mayor de la Armada, por el que se desarrolla la organización de la Armada:
- Ser responsable ante el almirante de la Flota (ALFLOT) de la preparación de la Fuerza de Infantería de Marina (FIM).
- Determinar y proponer al ALFLOT las necesidades de la FIM derivadas de la preparación y empleo de sus unidades, así como las propuestas de modificación y modernización de sus unidades.
- Proponer al ALFLOT las unidades de la FIM que deben cumplir los objetivos de alistamiento, adiestramiento y certificación, establecidos en el Plan Anual de Preparación y Actividad de la Flota.
- Conforme a los criterios generales establecidos por el ALFLOT, propondrá prioridades para la asignación de recursos entre sus unidades.
- Efectuar, a su nivel, el seguimiento, a través de la cadena orgánica, de las actividades de sus unidades que desarrollan cometidos operativos bajo control de otros mandos para prestarles el apoyo en aquellos aspectos no transferidos a la estructura operativa.
- Velar por la adecuada aplicación de la Prevención de Riesgos Laborales en las unidades de su mando, de acuerdo con la normativa nacional en vigor establecida en el ámbito de la Armada, tanto en los puestos de trabajo propiamente dichos como en aquellas otras actividades de instrucción, adiestramiento y operativas, de manera que se garantice, en todo momento, la seguridad de todo el personal civil y militar.
- Impulsar la doctrina y los procedimientos que afecten a la FIM que serán sancionados por el ALFLOT.

Para desarrollar sus cometidos operativos y de preparación, se le podrán asignar con carácter temporal unidades de superficie, submarinas y aéreas. Igualmente, cuando se integre en la estructura operativa, se le podrán asignar otras unidades nacionales o extranjeras.

## Organización
El COMGEIM tiene a su disposición una serie de órganos que lo asesoran y ejecutan sus órdenes, siendo estos el Cuartel General de la Fuerza de Infantería de Marina, la Brigada de Infantería de Marina «Tercio de Armada», la Fuerza de Protección y la Fuerza de Guerra Naval Especial.
- Cuartel General de la Fuerza de Infantería de Marina.
El Cuartel General es el órgano principal de mando del COMGEIM, y se compone del Estado Mayor de la Fuerza de Infantería de Marina, los órganos de asistencia directa y la ayudantía mayor. El estado mayor tiene carácter desplegable tanto en el ámbito nacional como internacional, estando constituido por un núcleo permanente de personal nacional, que podrá ser reforzado por personal nacional y extranjero en los periodos en que su actividad así lo requiera
- Brigada de Infantería de Marina «Tercio de Armada»
El comandante de la brigada de Infantería de Marina «Tercio de Armada» (GETEAR) será un general de brigada del Cuerpo de Infantería de Marina, en servicio activo. El cometido principal del comandante de la brigada de Infantería de Marina «Tercio de Armada», será la preparación de sus unidades para el cumplimiento de sus cometidos como un todo, o constituyendo las organizaciones operativas que las necesidades operativas demanden. Su cuartel general, con base en San Fernando (Cádiz), contará con un estado mayor, órganos de asistencia directa y una ayudantía mayor. Su estado mayor, de carácter desplegable, estará orientado al alistamiento de sus unidades y al adiestramiento en capacidades avanzadas y tendrá capacidad para constituirse en Estado Mayor de Comandante de Fuerza de Desembarco (CLF) de nivel Brigada o Agrupación Reforzada de Desembarco.
- Fuerza de Protección
El comandante de la Fuerza de Protección (GEPROAR) será un general de brigada del Cuerpo de Infantería de Marina, en servicio activo. El cometido principal de la Fuerza de Protección será la preparación de sus unidades. Su cuartel general, con base en Cartagena, contará con un estado mayor y órganos de asistencia directa, que incluirá una ayudantía mayor. Su estado mayor, de carácter no desplegable, estará orientado a la preparación y alistamiento de sus unidades y al desarrollo de sus responsabilidades relativas a la seguridad física.
- Fuerza de Guerra Naval Especial
El cometido principal de la Fuerza de Guerra Naval Especial (FGNE), al mando del comandante de la Fuerza de Guerra Naval Especial (COMNAVES), será preparase para proporcionar a la Armada la capacidad de guerra naval especial y constituir la aportación fundamental a las operaciones especiales conjuntas para ejecutar los distintos tipos de misiones que establece la doctrina militar. Tendrá su base en Cartagena y como órgano de apoyo al mando contará con una plana mayor, de carácter desplegable, orientada al alistamiento de sus unidades.

## Historia
El mando de la infantería de marina ha cambiado a lo largo de sus casi cinco siglos de historia. El actual mando llamado comandante general de la Infantería de Marina aparece en 1968, teniendo su antecesor directo en el inspector general del Cuerpo de Infantería de Marina que fue creado por la ley de 17 de octubre de 1940 y cuya posición estaba reservada a un oficial con rango de general de división, siendo José Enrique Rivas Fabal fue el último de dichos inspectores generales y primer comandante general del Cuerpo. Los generales de división han sido siempre el cargo reservado para ejercer el mando de esta fuerza desde que en 1902 fue creado en sustitución del cargo de mariscal de campo.
El inspector general dependía directamente del ministro de Marina y se le asignaba como funciones «la instrucción y organización de todas las fuerzas» y como órgano de apoyo una Inspección General formada por dos secciones, una de Organización y otra de Instrucción liderada la primera por un general de brigada que era al mismo tiempo el subinspector general de la Infantería de Marina y la segunda por un coronel.
En 1968 se vuelve a reorganizar la Infantería para darla un mayor enfoque y una mejor organización en lo que a operaciones anfibias se refiere. El mando orgánico se lo otorgaba al comandante general de la Flota, actual almirante de la Flota y el mando operativo a un general de división llamado comandante general de la Infantería de Marina, que disponía de una Comandancia General para su apoyo y asesoramiento. Esa Comandancia General actúa como Estado Mayor y es dirigida por el segundo jefe de la Comandancia.
El comandante general es asesorado y apoyado por el Cuartel General de la Fuerza de Infantería de Marina, según la instrucción 4/2016 del AJEMA.

## Lista de comandantes generales
1. José Enrique Rivas Fabal (3 de febrero de 1969-25 de agosto de 1969)[nota 1]
2. Francisco Martínez de Galinsoga y Ros (25 de agosto de 1969-8 de enero de 1975)
3. Carlos Arriaga de Guzmán (8 de enero de 1975-23 de septiembre de 1978)
4. José Rincón Domínguez (23 de septiembre de 1978-26 de marzo de 1981)
5. Miguel Yagüez y de Sobrino (1 de abril de 1981-†26 de marzo de 1982)
6. Jesús María Costa Furtiá (7 de abril de 1982-24 de diciembre de 1985)
7. Octavio Aláez Rodríguez (27 de diciembre de 1985-diciembre de 1989)
8. José Manuel Estévez Ons (30 de diciembre de 1989-enero de 1994)
9. Arturo Paz Pasamar (5 de febrero de 1994-mayo de 1995)
10. Abelardo Vázquez Carrillo (2 de junio de 1995-febrero de 1998)
11. Francisco González Muñoz (2 de marzo de 1998-junio de 2002)
12. Juan García Lizana (7 de junio de 2002-junio de 2006)
13. Juan Chicharro Ortega (19 de junio de 2006-diciembre de 2010)
14. Pablo Miguel Bermudo y de Espinosa (4 de enero de 2011-10 de septiembre de 2014)
15. Jesús Manuel Vicente Fernández (26 de septiembre de 2014-30 de diciembre de 2017)
16. Antonio Planells Palau (16 de enero de 2018-21 de marzo de 2021)
17. Rafael Roldán Tudela (26 de marzo de 2021-15 de enero de 2025)
18. José Luis Souto Aguirre (16 de enero de 2025-presente)